# Evangelisch-Lutherisches Dekanat Freising
Das Evangelisch-Lutherische Dekanat Freising ist eines der achtzehn Dekanate des Kirchenkreises Schwaben-Altbayern der Evangelisch-Lutherischen Kirche in Bayern. Bis zu dessen Fusion gehörte es dem Kirchenkreis München und Oberbayern an. Es wurde im Jahr 1998 gegründet. Amtierender Dekan ist Christian Weigl. Seinen Sitz hat das Dekanat im Gemeindehaus Christi Himmelfahrt in der Martin-Luther-Str. 10, 85354 Freising.

## Geografie und Geschichte
Das Dekanat umfasst zehn Kirchengemeinden in den Landkreisen Freising und Erding sowie im nördlichen Landkreis Ebersberg.
Gegründet wurde das Dekanat zum 1. Juli 1998. Die meisten Kirchengemeinden hatten zuvor zum Dekanat Landshut gehört; Au in der Hallertau kam aus dem Dekanat Ingolstadt, Markt Schwaben und Poing aus dem Dekanat München. Erster Dekan war Wolfgang Deutsch (seit der Gründung im Jahr 1998 bis 1999). Ihm folgte Dekan Hauer, der das Dekanat 20 Jahre lang leitete (1999 bis 2019). Zum 1. November 2019 trat Dekan Weigl – zuvor Pfarramtsführer der Dankeskirche München-Milbertshofen – das Amt des Freisinger Dekans an.
Als starker Wirtschafts-, Dienstleistungs- und Forschungsstandort im Umfeld des Münchner Flughafens und der nahen Landeshauptstadt verzeichnet die Region Freising/Erding seit langem einen kräftigen Zuzug von Familien und jungen Menschen. Dieses Wachstum spiegelt sich entsprechend auch in den Zahlen evangelischer Gemeindemitglieder im Dekanat wider. Dem Evangelisch-Lutherischen Dekanat Freising gehören derzeit mehr als 32.000 evangelische Christen an (Stand: April 2020).

## Neubau eines Gemeindehauses mit Dekanat und Pfarramt
Das evangelische Gemeindehaus an der Martin-Luther-Straße (unmittelbar neben der evangelischen Christi-Himmelfahrts-Kirche) war nach wiederholten schweren Hochwasser-Ereignissen dermaßen in seiner Bausubstanz beschädigt, dass im Jahr 2016 ein Abriss mit anschließendem Neubau notwendig wurde. Nach dem Abriss des Gebäudes wurden die verschiedenen Einrichtungen des Pfarramts und Dekanats vorübergehend in angemieteten Räumen u. a. in der Freisinger Innenstadt untergebracht.
Kurz nach Ostern 2017 erfolgte der erste Spatenstich für einen Neubau. Dieser wurde im Herbst 2018 fertiggestellt und konnte am 8. Dezember 2018 durch die Regionalbischöfin Susanne Breit-Keßler eingeweiht werden. Neben dem Dekanat und dem Pfarramt stehen im neuen Gemeindehaus Christi Himmelfahrt auch der Kirchenmusik (unter der Leitung von Dekanatskantorin Birgit Gebhardt) sowie der evangelischen Jugend ansprechende Räume zur Verfügung.

## Kirchengemeinden

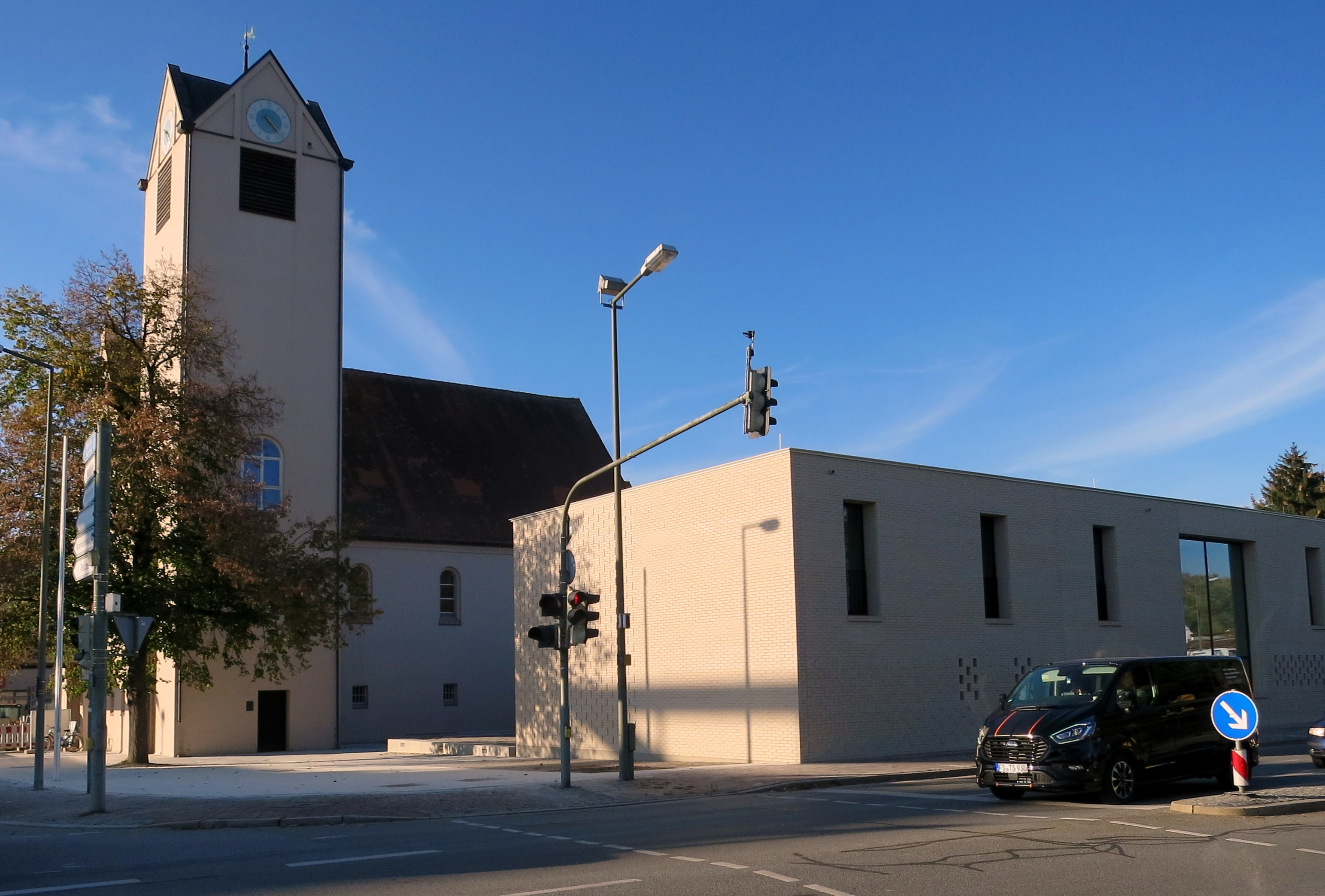
Das neue Gemeindehaus Christi–Himmelfahrt mit Pfarramt und Dekanat

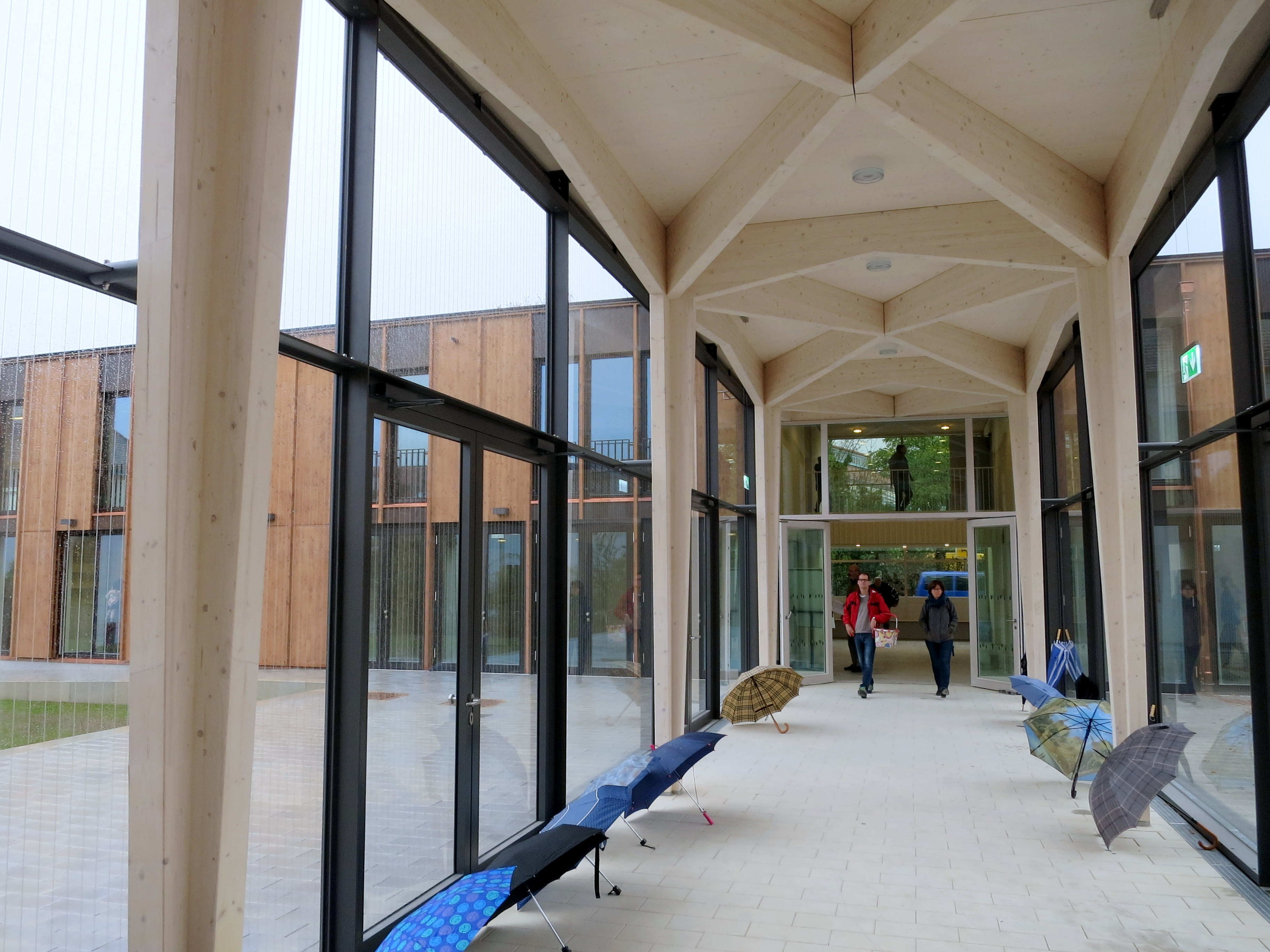
Verbindungsgang vom neuen Gemeindehaus (mit Dekanat) zur Kirche

Zum Dekanatsbezirk Freising gehören 10 Kirchengemeinden, in denen 32.000 Gemeindeglieder leben.
- Au in der Hallertau, Christuskirche[1]
- Eching, Magdalenenkirche[2]
- Erding, Erlöserkirche[3]
- Freising, Christi Himmelfahrt (Freising)[4]
- Markt Schwaben, Philippuskirche[5]
- Moosburg an der Isar, Versöhnungskirche[6]
- Neufahrn bei Freising, Auferstehungskirche[7]
- Oberallershausen, Pfarrkirche (Oberallershausen)[8]
- Poing, Christuskirche[9]
- Taufkirchen (Vils), Johanneskirche[10]